# Движение Э.Т.И.
Движение Э.Т.И. — российская арт-группа, созданная Анатолием Осмоловским в Москве в конце 80-х годов.

## История создания
Движению Э.Т.И. предшествовала литературно-критическая группа «Министерство ПРО СССР». Поэтические выступления группы проходили с элементами перформанса, участники группы интересовались изобразительным искусством. Постепенно деятельность группы стала преобразовываться в перформансную активность. Анатолий Осмоловский вспоминает: «Движение Э.Т.И. было придумано, скорее, как модель молодёжной субкультуры. Название мы выбрали из обыденной речи, хотя оно и расшифровывалось как «Экспроприация Территории Искусства». В группе фактически было три человека — я, Дмитрий Пименов и Григорий Гусаров, который погиб в 1995—1996 году. Гусаров, профессиональный журналист, у нас был своего рода продюсером, менеджером. Вокруг нашей инициативной группы собрались молодые люди — анархисты, панки, а также искусствоведы Александра Обухова и Милена Орлова. Это была тусовка, мы общались, устраивали какие-то мероприятия, например — фестиваль кино французской новой волны. И одновременно делали перформансы, экспериментировали с киноизображением. Относительно андеграундной культуры группа позиционировала себя как некую оппозицию».

## Участники
- Анатолий Осмоловский
- Дмитрий Пименов
- Григорий Гусаров ☦
- Сэнди Ревизоров ☦
- Алекс Зубаржук ☦
- Олег Мавроматти
- Антон Николаев

## Наиболее известные акции
- 1993 — «100 лет со дня рождения Мао Цзе Дуна».
- 1992 — «Леопарды врываются в храм».
- 1992 — «Домик».
- 1991 — «Тихий парад».
- 1991 — «После постмодернизма».
- 1991 — «Хуй».